# 巴爾沙鄉
46°02′N 23°07′E / 46.033°N 23.117°E
巴爾沙鄉（羅馬尼亞語：Comuna Balșa, Hunedoara），是羅馬尼亞的鄉份，位於該國西部，由胡內多阿拉縣負責管轄，面積155平方公里，海拔高度361米，2007年人口1,022，人口密度每平方公里7人。